# إدوارد لويس (سياسي)
إدوارد لويس (بالإنجليزية: Edward Lewis)‏ هو سياسي أسترالي، ولد في 24 ديسمبر 1936. انتخب عضو الجمعية التشريعية فيكتوريا.